# FA Cup

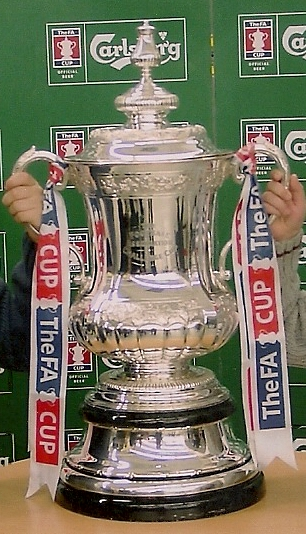
Der FA Cup. Dies ist die vierte Trophäe, die von 1992 bis 2013 verliehen wurde. Das Design ist mit dem der dritten von 1911 und der neuen fünften von 2014 identisch.

Der Football Association Challenge Cup, kurz auch FA Cup genannt, ist der größte rundenbasierte Pokalwettbewerb im englischen Männerfußball. Er wird neben der Premier League von der Football Association durchgeführt und ist auch nach ihr benannt. 
Der FA Cup wurde erstmals 1871/72 ausgetragen und ist somit der älteste Fußball-Wettbewerb der Welt. In der FA-Cup-Saison 2011/12 spielte die Rekordzahl von 763 Mannschaften um den Titel.

## Modus
Der Wettbewerb ist ein Rundenwettbewerb, dessen Paarungen zufällig durch Los ermittelt werden. Es gibt keine gesetzten Mannschaften. Das Los entscheidet ebenfalls darüber, welche Mannschaft das Heimspielrecht hat. Endet das Spiel unentschieden, wird ab dem Viertelfinale der Sieger in der Verlängerung bzw. im Elfmeterschießen ermittelt. In den Pokalrunden zuvor kommt es zu einem Rückspiel auf dem Platz der anderen Mannschaft. Endet das Rückspiel auch unentschieden, kommt es zu einer Verlängerung und evtl. Elfmeterschießen. Früher gab es in einem solchen Fall weitere Wiederholungsspiele, so dass vereinzelt bis zu fünf Spiele benötigt wurden, um einen Sieger zu finden. Seit der Saison 2024/25 gibt es keine Wiederholungsspiele. Kommt es zu Unentschieden, gibt es Verlängerung und evtl. Elfmeterschießen. Die Halbfinalspiele finden auf neutralem Platz statt. Das Finale wird im Normalfall im Wembley-Stadion in London ausgetragen. Während des Neubaus des Stadions fanden die Finalspiele im Millennium Stadium in Cardiff statt. Das Endspiel 2001 wurde so zum ersten FA-Cup-Finale, welches außerhalb Englands ausgetragen wurde.
Der Wettbewerb beginnt im August mit der Extra-Vorbereitungsrunde der Mannschaften, die nicht in den Profiligen spielen. Daran kann jede Mannschaft teilnehmen, die Mitglied der Football Association ist, deren Können einem gewissen Leistungsstandard entspricht und die ein angemessenes Spielfeld besitzt. 763 Vereine nahmen in der Saison 2011/12 daran teil. Auf die Extra-Vorbereitungsrunde folgt die Vorbereitungsrunde, vier Qualifikationsrunden, sechs normale Pokalrunden, die zwei Halbfinals und schließlich das Finale. Alle Mannschaften der Football League können teilnehmen, ebenso alle Mannschaften, die in der vorhergehenden Saison am FA Vase oder FA Trophy teilgenommen haben und die aktuelle Saison in einer anerkannten Liga spielen dürfen. Alle teilnehmenden Mannschaften müssen ein Stadion mit angemessenem und sicherem Fassungsvermögen haben.
Die Teams der höchsten Ligen werden von einigen dieser Runden freigestellt: Mannschaften der Nationwide Conference nehmen ab der vierten Qualifikationsrunde am Wettbewerb teil, Mannschaften aus der League 1 und League 2 der Football League treffen im November in der Ziehung der ersten Hauptrunde auf die Sieger der vierten Qualifikationsrunde. Vereine der Football League Championship und Premier League nehmen ab der dritten Hauptrunde am Wettbewerb teil. Diese findet traditionell am ersten Wochenende im Januar statt. Das Finale findet am Ende der Saison im Mai statt. Tottenham Hotspur beanspruchte für sich, als einzige Mannschaft von außerhalb der Liga den FA Cup 1901 (sie spielten damals in der Southern League und wurden erst 1908 Mitglieder der Football League) gewonnen zu haben. Zu dieser Zeit bestand die Fußballliga jedoch nur aus zwei Divisionen mit je 18 Mannschaften. Somit ist der Sieg damals vergleichbar mit dem Sieg einer der hinteren Mannschaften aus der First Division heute.
Die Mannschaft, die den Pokal gewinnt, qualifiziert sich für die Gruppenphase in der Europa League. Ist der Pokalsieger bereits über die Premier League für einen internationalen Wettbewerb qualifiziert, so rückt der Liga-Sechste der Premier League nach.

## Erfolge unterklassiger Mannschaften
Im FA Cup gab es zahlreiche Siege unterklassiger Mannschaften gegen Teams aus höheren Ligen. Yeovil Town, damals in der Southern League, erreichte 1948/49 die fünfte Hauptrunde und schlug auch später mehrere Profi-Mannschaften, bevor sie 2003 den Aufstieg in die Football League schaffte. Der AFC Bournemouth schlug 1956/57 die Wolverhampton Wanderers und Tottenham Hotspur. Er wurde erst in einem umkämpften Viertelfinale von Manchester United besiegt. Hereford United schlug Newcastle 1971. In einem Spiel der fünften Runde trafen 1977/78 zwei solche Mannschaften aufeinander: AFC Wrexham aus der Third Division hatte Bristol City und Newcastle geschlagen, die Amateure von Blyth Spartans hatten Stoke City besiegt. Wrexham gewann das Wiederholungsspiel vor einer großen Zuschauermenge im St. James’ Park in Newcastle. In der anschließenden Runde wurde Wrexham von Arsenal geschlagen. Ein paar Jahre später gelang Wrexham die Revanche, als es Arsenal 1992 im Wiederholungsspiel in Wales schlug. Dies ist besonders bemerkenswert, da Arsenal in der vorherigen Saison englischer Meister wurde und Wrexham jene Saison am unteren Ende der Tabelle beendete. Im Jahr 2008 schlug der zweitklassige Verein FC Barnsley den FC Liverpool im Achtelfinale an der Anfield Road mit 2:1. Im darauf folgenden Viertelfinale gewann jener FC Barnsley im heimischen Oakwell Stadium durch ein Tor des nigerianischen Stürmers Odejayi in der 66. Spielminute mit 1:0 gegen den FC Chelsea.

## Besondere Ereignisse
- Nach dem Sieg Aston Villas 1895 wurde der Pokal in einem Birminghamer Schaufenster ausgestellt und wie der Coupe Jules Rimet gestohlen. Seither wird um eine Nachbildung gespielt. Das Original wurde bis heute nicht gefunden.
- 1903 schlug der FC Bury das Team von Derby County mit 6:0 und erreichte so zusammen mit Manchester City gegen den FC Watford (6:0) im Jahr 2019 das bis heute höchste Ergebnis in einem FA-Cup-Finale.
- Das erste Finale im Wembley-Stadion 1923 zog eine Zuschauermenge von über 200.000 Personen, also weit über der zulässigen Kapazität, an. Die FA hatte den Zuschauerandrang unterschätzt; daher wurden keine Tickets verkauft, sondern das Eintrittsgeld direkt am Eingang kassiert. Zuschauermengen ergossen sich auf das Spielfeld, wurden jedoch von berittenen Polizisten, darunter George Scorey und seinem Schimmel Billy zur Umkehr bewegt, und das Spiel konnte mit Zuschauern an der Außenlinie fortgesetzt werden. Das Spiel wurde als White Horse Final bekannt.
- 1927 besiegte der walisische Verein Cardiff City den FC Arsenal im Finale mit 1:0 und sicherte sich als erster und bis heute einziger nicht-englischer Club den Titel.
- Bert Turner erzielte 1946 innerhalb einer Minute zwei Tore: zunächst ein Eigentor in der 85. Minute das 1:0 zu Gunsten von Derby County und in der 86. Minute das Tor zum 1:1 für seinen Verein Charlton Athletic. Das Spiel ging anschließend in die Verlängerung und wurde mit 1:4 verloren.
- Das Finale 1953 wurde als Matthews Final bekannt. Im Spiel zwischen dem FC Blackpool und den Bolton Wanderers gelang es Stanley Matthews im Alter von 38 Jahren im dritten Versuch, den FA Cup mit Blackpool zu gewinnen. Bolton lag 22 Minuten vor Schluss mit 3:1 vorne. Dann erzielte Blackpool durch Stan Mortensen nach einem Querpass von Matthews den Anschluss. Weniger als fünf Minuten vor Schluss gelang Blackpool durch einen Freistoß von Mortensen der Ausgleich. Kurz nach Wiederanpfiff, als jeder mit der Verlängerung rechnete, erzielte Bill Perry nach einem Pass von Matthews das 4:3.
- 1956 Manchester City – Birmingham City: In der 75. Minute brach sich der deutsche Torhüter Bert Trautmann von Manchester City beim Zusammenprall mit einem Gegenspieler einen Halswirbel und hielt trotz dieser Verletzung bis zum Spielende durch. Manchester City gewann auch durch seine Paraden mit 3:1 den FA Cup. Trautmann gilt seither als einer der Helden des englischen Fußballs.
- 1984 verpasste es Plymouth Argyle unter Johnny Hore knapp, die erste Mannschaft aus der Third Division in einem Finale zu werden. In einem spannenden Halbfinale im Villa Park blieb der FC Watford mit 1:0 der knappe Sieger. In der ersten Runde gestartet, schlug Argyle Southend United (im Wiederholungsspiel), FC Barking, Newport County (im Wiederholungsspiel), West Bromwich Albion und Derby County (im Wiederholungsspiel).
- 1988 schlugen die Underdogs vom FC Wimbledon den FC Liverpool mit 1:0. Es war eines der spannendsten Endspiele in der Geschichte des Wettbewerbs. Schon in der 37. Minute fiel das Siegtor durch Lawrie Sanchez nach einem Freistoß von Dennis Wise. Wimbledons Torwart Dave Beasant hielt in der 61. Minute einen Elfmeter von John Aldridge. Er ist der erste Torhüter, dem dies in einem FA-Cup-Finale gelang. Auch war er der erste Torwart, der als Mannschaftskapitän eine Mannschaft zum Pokalsieg führte.
- 1989 im Halbfinale zwischen dem FC Liverpool und Nottingham Forest, das am 15. April im Hillsborough Stadium in Sheffield ausgetragen wurde, starben während der Anfangsminuten 97 Personen auf Grund von Überfüllung im Block. Der Vorfall ist heute als Hillsborough-Katastrophe bekannt.
- Das erste Finalspiel, das außerhalb Englands ausgetragen wurde, fand 2001 im Millennium Stadium in Cardiff, Wales statt. Liverpool gewann nach einem Rückstand noch 2:1 gegen Arsenal. Arsenal gewann den Pokal dann in den zwei folgenden Jahren in Wales.
- In der Saison 2002/03 wurde das Finale zum ersten Mal unter einem Dach ausgetragen. Dieses Spiel fand ebenfalls im Millennium Stadium statt. Das Dach wurde geschlossen, um den Rasen vor Regen zu schützen. Arsenal gewann gegen den FC Southampton mit 1:0.
- Im selben Jahr war das Team Bath (von der University of Bath) die erste Universitätsmannschaft seit 1888, die sich für den Wettbewerb qualifizierte. Es überstand alle Qualifikationsrunden und wurde in der ersten Hauptrunde knapp von Mansfield Town geschlagen.
- 2005 wurde erstmals ein Finale im Elfmeterschießen entschieden. Arsenal gewann nach torlosen 120 Minuten gegen Manchester United mit 5:4.
- Louis Saha vom FC Everton erzielte 2009 nach 25 Sekunden das schnellste Tor in der Geschichte des FA-Cup-Finales.[3]
- Didier Drogba ist der einzige Spieler, der in vier Endspielen je ein Tor erzielte: 2007, 2009, 2010 und 2012
- Ian Rush erzielte die meisten Finaltore: 5 in den Jahren 1986 (2), 1989 (2) und 1992.
- Erstmals in der Geschichte des Wettbewerbs qualifizierten sich in der Saison 2016/17 zwei Clubs der unterklassigen National League (Lincoln City F.C. und Sutton United) für das Achtelfinale.

## Sponsoring
Seit der Saison 2015/16 ist die arabische Fluglinie Emirates Hauptsponsor des Pokals, weshalb dieser seitdem den Sponsornamen The Emirates FA Cup trägt.

## Statistiken

### Die Endspiele im Überblick
| Saison    | Datum                                           | Austragungsort                                   | Sieger                                          | Ergebnis                                        | Finalist                                        | Zuschauer                                       |
| --------- | ----------------------------------------------- | ------------------------------------------------ | ----------------------------------------------- | ----------------------------------------------- | ----------------------------------------------- | ----------------------------------------------- |
| 1871/72   | 16. März 1872                                   | Kennington Oval, London                          | Wanderers FC                                    | 1:0                                             | Royal Engineers                                 | 2.000                                           |
| 1872/73   | 29. März 1873                                   | Lillie Bridge, London                            | Wanderers FC                                    | 2:0                                             | Oxford University AFC                           | 3.000                                           |
| 1873/74   | 14. März 1874                                   | Kennington Oval, London                          | Oxford University AFC                           | 2:0                                             | Royal Engineers                                 | 2.000                                           |
| 1874/75   | 13. März und 16. März 1875                      | Kennington Oval, London                          | Royal Engineers                                 | 1:1 n. V. 2:0 (WS)                              | Old Etonians                                    | 3.000 3.000                                     |
| 1875/76   | 11. März und 18. März 1876                      | Kennington Oval, London                          | Wanderers FC                                    | 1:1 n. V. 3:0 (WS)                              | Old Etonians                                    | 3.000 3.500                                     |
| 1876/77   | 24. März 1877                                   | Kennington Oval, London                          | Wanderers FC                                    | 2:1 n. V.                                       | Oxford University AFC                           | 3.000                                           |
| 1877/78   | 23. März 1878                                   | Kennington Oval, London                          | Wanderers FC                                    | 3:1                                             | Royal Engineers                                 | 4.500                                           |
| 1878/79   | 29. März 1879                                   | Kennington Oval, London                          | Old Etonians                                    | 1:0                                             | Clapham Rovers                                  | 5.000                                           |
| 1879/80   | 10. April 1880                                  | Kennington Oval, London                          | Clapham Rovers                                  | 1:0                                             | Oxford University AFC                           | 6.000                                           |
| 1880/81   | 09. April 1881                                  | Kennington Oval, London                          | Old Carthusians                                 | 3:0                                             | Old Etonians                                    | 4.500                                           |
| 1881/82   | 25. März 1882                                   | Kennington Oval, London                          | Old Etonians                                    | 1:0                                             | Blackburn Rovers                                | 6.000                                           |
| 1882/83   | 31. März 1883                                   | Kennington Oval, London                          | Blackburn Olympic                               | 2:1 n. V.                                       | Old Etonians                                    | 8.000                                           |
| 1883/84   | 29. März 1884                                   | Kennington Oval, London                          | Blackburn Rovers                                | 2:1                                             | FC Queen’s Park                                 | 12.000                                          |
| 1884/85   | 04. Mai 1885                                    | Kennington Oval, London                          | Blackburn Rovers                                | 2:0                                             | FC Queen’s Park                                 | 15.000                                          |
| 1885/86   | 03. April und 10. April 1886                    | Kennington Oval, London Racecourse Ground, Derby | Blackburn Rovers                                | 0:0 n. V. 2:0 (WS)                              | West Bromwich Albion                            | 15.156 16.144                                   |
| 1886/87   | 02. April 1887                                  | Kennington Oval, London                          | Aston Villa                                     | 2:0                                             | West Bromwich Albion                            | 15.534                                          |
| 1887/88   | 24. März 1888                                   | Kennington Oval, London                          | West Bromwich Albion                            | 2:1                                             | Preston North End                               | 19.000                                          |
| 1888/89   | 30. März 1889                                   | Bramall Lane, Sheffield                          | Preston North End                               | 3:0                                             | Wolverhampton Wanderers                         | 22.250                                          |
| 1889/90   | 29. März 1890                                   | Kennington Oval, London                          | Blackburn Rovers                                | 6:1                                             | Sheffield Wednesday                             | 20.000                                          |
| 1890/91   | 21. März 1891                                   | Kennington Oval, London                          | Blackburn Rovers                                | 3:1                                             | Notts County                                    | 23.000                                          |
| 1891/92   | 19. März 1892                                   | Kennington Oval, London                          | West Bromwich Albion                            | 3:0                                             | Aston Villa                                     | 32.810                                          |
| 1892/93   | 25. März 1893                                   | Fallowfield, Manchester                          | Wolverhampton Wanderers                         | 1:0                                             | FC Everton                                      | 45.067                                          |
| 1893/94   | 31. März 1894                                   | Goodison Park, Everton                           | Notts County                                    | 4:1                                             | Bolton Wanderers                                | 37.000                                          |
| 1894/95   | 20. April 1895                                  | Crystal Palace, London                           | Aston Villa                                     | 1:0                                             | West Bromwich Albion                            | 42.562                                          |
| 1895/96   | 18. April 1896                                  | Crystal Palace, London                           | Sheffield Wednesday                             | 2:1                                             | Wolverhampton Wanderers                         | 48.836                                          |
| 1896/97   | 10. April 1897                                  | Crystal Palace, London                           | Aston Villa                                     | 3:2                                             | FC Everton                                      | 65.891                                          |
| 1897/98   | 16. April 1898                                  | Crystal Palace, London                           | Nottingham Forest                               | 3:1                                             | Derby County                                    | 62.017                                          |
| 1898/99   | 15. April 1899                                  | Crystal Palace, London                           | Sheffield United                                | 4:1                                             | Derby County                                    | 73.833                                          |
| 1899/1900 | 21. April 1900                                  | Crystal Palace, London                           | FC Bury                                         | 4:0                                             | FC Southampton                                  | 75.000                                          |
| 1900/01   | 20. April und 27. April 1901                    | Crystal Palace, London Burnden Park, Bolton      | Tottenham Hotspur                               | 2:2 n. V. 3:1 (WS)                              | Sheffield United                                | 110.802 20.470                                  |
| 1901/02   | 19. April und 26. April 1902                    | Crystal Palace, London                           | Sheffield United                                | 1:1 n. V. 2:1 (WS)                              | FC Southampton                                  | 76.914 36.794                                   |
| 1902/03   | 18. April 1903                                  | Crystal Palace, London                           | FC Bury                                         | 6:0                                             | Derby County                                    | 63.102                                          |
| 1903/04   | 23. April 1904                                  | Crystal Palace, London                           | Manchester City                                 | 1:0                                             | Bolton Wanderers                                | 61.374                                          |
| 1904/05   | 15. April 1905                                  | Crystal Palace, London                           | Aston Villa                                     | 2:0                                             | Newcastle United                                | 101.117                                         |
| 1905/06   | 21. April 1906                                  | Crystal Palace, London                           | FC Everton                                      | 1:0                                             | Newcastle United                                | 75.609                                          |
| 1906/07   | 20. April 1907                                  | Crystal Palace, London                           | Sheffield Wednesday                             | 2:1                                             | FC Everton                                      | 84.584                                          |
| 1907/08   | 25. April 1908                                  | Crystal Palace, London                           | Wolverhampton Wanderers                         | 3:1                                             | Newcastle United                                | 65.000                                          |
| 1908/09   | 24. April 1909                                  | Crystal Palace, London                           | Manchester United                               | 1:0                                             | Bristol City                                    | 71.401                                          |
| 1909/10   | 23. April und 28. April 1910                    | Crystal Palace, London Goodison Park, Liverpool  | Newcastle United                                | 1:1 n. V. 2:0 (WS)                              | FC Barnsley                                     | 76.980 55.364                                   |
| 1910/11   | 22. April und 26. April 1911                    | Crystal Palace, London Old Trafford, Manchester  | Bradford City                                   | 0:0 n. V. 1:0 (WS)                              | Newcastle United                                | 69.800 66.646                                   |
| 1911/12   | 20. April und 24. April 1912                    | Crystal Palace, London Bramall Lane, Sheffield   | FC Barnsley                                     | 0:0 n. V. 1:0 n. V. (WS)                        | West Bromwich Albion                            | 55.213 38.555                                   |
| 1912/13   | 19. April 1913                                  | Crystal Palace, London                           | Aston Villa                                     | 1:0                                             | AFC Sunderland                                  | 121.919                                         |
| 1913/14   | 25. April 1914                                  | Crystal Palace, London                           | FC Burnley                                      | 1:0                                             | FC Liverpool                                    | 72.778                                          |
| 1914/15   | 24. April 1915                                  | Old Trafford, Manchester                         | Sheffield United                                | 3:0                                             | FC Chelsea                                      | 49.557                                          |
| 1916–1919 | Wegen des Ersten Weltkriegs nicht ausgetragen.  | Wegen des Ersten Weltkriegs nicht ausgetragen.   | Wegen des Ersten Weltkriegs nicht ausgetragen.  | Wegen des Ersten Weltkriegs nicht ausgetragen.  | Wegen des Ersten Weltkriegs nicht ausgetragen.  | Wegen des Ersten Weltkriegs nicht ausgetragen.  |
| 1919/20   | 24. April 1920                                  | Stamford Bridge, London                          | Aston Villa                                     | 1:0 n. V.                                       | Huddersfield Town                               | 50.018                                          |
| 1920/21   | 23. März 1921                                   | Stamford Bridge, London                          | Tottenham Hotspur                               | 1:0                                             | Wolverhampton Wanderers                         | 72.805                                          |
| 1921/22   | 29. April 1922                                  | Stamford Bridge, London                          | Huddersfield Town                               | 1:0                                             | Preston North End                               | 53.710                                          |
| 1922/23   | 28. April 1923                                  | Wembley-Stadion, London                          | Bolton Wanderers                                | 2:0                                             | West Ham United                                 | 126.047                                         |
| 1923/24   | 27. April 1924                                  | Wembley-Stadion, London                          | Newcastle United                                | 2:0                                             | Aston Villa                                     | 91.645                                          |
| 1924/25   | 25. April 1925                                  | Wembley-Stadion, London                          | Sheffield United                                | 1:0                                             | Cardiff City                                    | 91.763                                          |
| 1925/26   | 24. April 1926                                  | Wembley-Stadion, London                          | Bolton Wanderers                                | 1:0                                             | Manchester City                                 | 91.447                                          |
| 1926/27   | 23. April 1927                                  | Wembley-Stadion, London                          | Cardiff City                                    | 1:0                                             | FC Arsenal                                      | 91.206                                          |
| 1927/28   | 21. April 1928                                  | Wembley-Stadion, London                          | Blackburn Rovers                                | 3:1                                             | Huddersfield Town                               | 92.041                                          |
| 1928/29   | 27. April 1929                                  | Wembley-Stadion, London                          | Bolton Wanderers                                | 2:0                                             | FC Portsmouth                                   | 92.576                                          |
| 1929/30   | 26. April 1930                                  | Wembley-Stadion, London                          | FC Arsenal                                      | 2:0                                             | Huddersfield Town                               | 92.488                                          |
| 1930/31   | 25. April 1931                                  | Wembley-Stadion, London                          | West Bromwich Albion                            | 2:1                                             | Birmingham City                                 | 90.368                                          |
| 1931/32   | 23. April 1932                                  | Wembley-Stadion, London                          | Newcastle United                                | 2:1                                             | FC Arsenal                                      | 92.298                                          |
| 1932/33   | 29. April 1933                                  | Wembley-Stadion, London                          | FC Everton                                      | 3:0                                             | Manchester City                                 | 92.950                                          |
| 1933/34   | 28. April 1934                                  | Wembley-Stadion, London                          | Manchester City                                 | 2:1                                             | FC Portsmouth                                   | 93.258                                          |
| 1934/35   | 27. April 1935                                  | Wembley-Stadion, London                          | Sheffield Wednesday                             | 4:2                                             | West Bromwich Albion                            | 92.204                                          |
| 1935/36   | 25. April 1936                                  | Wembley-Stadion, London                          | FC Arsenal                                      | 1:0                                             | Sheffield United                                | 93.384                                          |
| 1936/37   | 01. Mai 1937                                    | Wembley-Stadion, London                          | AFC Sunderland                                  | 3:1                                             | Preston North End                               | 93.495                                          |
| 1937/38   | 30. April 1938                                  | Wembley-Stadion, London                          | Preston North End                               | 1:0 n. V.                                       | Huddersfield Town                               | 93.497                                          |
| 1938/39   | 29. April 1939                                  | Wembley-Stadion, London                          | FC Portsmouth                                   | 4:1                                             | Wolverhampton Wanderers                         | 99.370                                          |
| 1940–1945 | Wegen des Zweiten Weltkriegs nicht ausgetragen. | Wegen des Zweiten Weltkriegs nicht ausgetragen.  | Wegen des Zweiten Weltkriegs nicht ausgetragen. | Wegen des Zweiten Weltkriegs nicht ausgetragen. | Wegen des Zweiten Weltkriegs nicht ausgetragen. | Wegen des Zweiten Weltkriegs nicht ausgetragen. |
| 1945/46   | 27. April 1946                                  | Wembley-Stadion, London                          | Derby County                                    | 4:1 n. V.                                       | Charlton Athletic                               | 98.215                                          |
| 1946/47   | 26. April 1947                                  | Wembley-Stadion, London                          | Charlton Athletic                               | 1:0 n. V.                                       | FC Burnley                                      | 98.215                                          |
| 1947/48   | 24. April 1948                                  | Wembley-Stadion, London                          | Manchester United                               | 4:2                                             | FC Blackpool                                    | 99.000                                          |
| 1948/49   | 30. April 1949                                  | Wembley-Stadion, London                          | Wolverhampton Wanderers                         | 3:1                                             | Leicester City                                  | 98.920                                          |
| 1949/50   | 29. April 1950                                  | Wembley-Stadion, London                          | FC Arsenal                                      | 2:0                                             | FC Liverpool                                    | 100.000                                         |
| 1950/51   | 28. April 1951                                  | Wembley-Stadion, London                          | Newcastle United                                | 2:0                                             | FC Blackpool                                    | 100.000                                         |
| 1951/52   | 03. Mai 1952                                    | Wembley-Stadion, London                          | Newcastle United                                | 1:0                                             | FC Arsenal                                      | 100.000                                         |
| 1952/53   | 02. Mai 1953                                    | Wembley-Stadion, London                          | FC Blackpool                                    | 4:3                                             | Bolton Wanderers                                | 100.000                                         |
| 1953/54   | 01. Mai 1954                                    | Wembley-Stadion, London                          | West Bromwich Albion                            | 3:2                                             | Preston North End                               | 99.852                                          |
| 1954/55   | 07. Mai 1955                                    | Wembley-Stadion, London                          | Newcastle United                                | 3:1                                             | Manchester City                                 | 100.000                                         |
| 1955/56   | 05. Mai 1956                                    | Wembley-Stadion, London                          | Manchester City                                 | 3:1                                             | Birmingham City                                 | 98.982                                          |
| 1956/57   | 04. Mai 1957                                    | Wembley-Stadion, London                          | Aston Villa                                     | 2:1                                             | Manchester United                               | 99.225                                          |
| 1957/58   | 03. Mai 1958                                    | Wembley-Stadion, London                          | Bolton Wanderers                                | 2:0                                             | Manchester United                               | 100.000                                         |
| 1958/59   | 02. Mai 1959                                    | Wembley-Stadion, London                          | Nottingham Forest                               | 2:1                                             | Luton Town                                      | 100.000                                         |
| 1959/60   | 07. Mai 1960                                    | Wembley-Stadion, London                          | Wolverhampton Wanderers                         | 3:0                                             | Blackburn Rovers                                | 100.000                                         |
| 1960/61   | 06. Mai 1961                                    | Wembley-Stadion, London                          | Tottenham Hotspur                               | 2:0                                             | Leicester City                                  | 100.000                                         |
| 1961/62   | 05. Mai 1962                                    | Wembley-Stadion, London                          | Tottenham Hotspur                               | 3:1                                             | FC Burnley                                      | 100.000                                         |
| 1962/63   | 25. Mai 1963                                    | Wembley-Stadion, London                          | Manchester United                               | 3:1                                             | Leicester City                                  | 100.000                                         |
| 1963/64   | 02. Mai 1964                                    | Wembley-Stadion, London                          | West Ham United                                 | 3:2                                             | Preston North End                               | 100.000                                         |
| 1964/65   | 01. Mai 1965                                    | Wembley-Stadion, London                          | FC Liverpool                                    | 2:1 n. V.                                       | Leeds United                                    | 100.000                                         |
| 1965/66   | 14. Mai 1966                                    | Wembley-Stadion, London                          | FC Everton                                      | 3:2                                             | Sheffield Wednesday                             | 100.000                                         |
| 1966/67   | 20. Mai 1967                                    | Wembley-Stadion, London                          | Tottenham Hotspur                               | 2:1                                             | FC Chelsea                                      | 100.000                                         |
| 1967/68   | 18. Mai 1968                                    | Wembley-Stadion, London                          | West Bromwich Albion                            | 1:0 n. V.                                       | FC Everton                                      | 99.665                                          |
| 1968/69   | 26. April 1969                                  | Wembley-Stadion, London                          | Manchester City                                 | 1:0                                             | Leicester City                                  | 100.000                                         |
| 1969/70   | 11. April und 29. April 1970                    | Wembley-Stadion, London Old Trafford, Manchester | FC Chelsea                                      | 2:2 n. V. 2:1 (WS)                              | Leeds United                                    | 100.000 62.078                                  |
| 1970/71   | 08. Mai 1971                                    | Wembley-Stadion, London                          | FC Arsenal                                      | 2:1 n. V.                                       | FC Liverpool                                    | 100.000                                         |
| 1971/72   | 06. Mai 1972                                    | Wembley-Stadion, London                          | Leeds United                                    | 1:0                                             | FC Arsenal                                      | 100.000                                         |
| 1972/73   | 05. Mai 1973                                    | Wembley-Stadion, London                          | AFC Sunderland                                  | 1:0                                             | Leeds United                                    | 100.000                                         |
| 1973/74   | 04. Mai 1974                                    | Wembley-Stadion, London                          | FC Liverpool                                    | 3:0                                             | Newcastle United                                | 100.000                                         |
| 1974/75   | 05. Mai 1975                                    | Wembley-Stadion, London                          | West Ham United                                 | 2:0                                             | FC Fulham                                       | 100.000                                         |
| 1975/76   | 01. Mai 1976                                    | Wembley-Stadion, London                          | FC Southampton                                  | 1:0                                             | Manchester United                               | 100.000                                         |
| 1976/77   | 21. Mai 1977                                    | Wembley-Stadion, London                          | Manchester United                               | 2:1                                             | FC Liverpool                                    | 100.000                                         |
| 1977/78   | 06. Mai 1978                                    | Wembley-Stadion, London                          | Ipswich Town                                    | 1:0                                             | FC Arsenal                                      | 100.000                                         |
| 1978/79   | 12. Mai 1979                                    | Wembley-Stadion, London                          | FC Arsenal                                      | 3:2                                             | Manchester United                               | 100.000                                         |
| 1979/80   | 10. Mai 1980                                    | Wembley-Stadion, London                          | West Ham United                                 | 1:0                                             | FC Arsenal                                      | 100.000                                         |
| 1980/81   | 09. Mai und 14. Mai 1981                        | Wembley-Stadion, London                          | Tottenham Hotspur                               | 1:1 n. V. 3:2 (WS)                              | Manchester City                                 | 100.000 96.000                                  |
| 1981/82   | 22. Mai und 27. Mai 1982                        | Wembley-Stadion, London                          | Tottenham Hotspur                               | 1:1 n. V. 1:0 (WS)                              | Queens Park Rangers                             | 100.000 92.000                                  |
| 1982/83   | 21. Mai und 26. Mai 1983                        | Wembley-Stadion, London                          | Manchester United                               | 2:2 n. V. 4:0 (WS)                              | Brighton & Hove Albion                          | 100.000 92.000                                  |
| 1983/84   | 19. Mai 1984                                    | Wembley-Stadion, London                          | FC Everton                                      | 2:0                                             | FC Watford                                      | 100.000                                         |
| 1984/85   | 18. Mai 1985                                    | Wembley-Stadion, London                          | Manchester United                               | 1:0 n. V.                                       | FC Everton                                      | 100.000                                         |
| 1985/86   | 10. Mai 1986                                    | Wembley-Stadion, London                          | FC Liverpool                                    | 3:1                                             | FC Everton                                      | 98.000                                          |
| 1986/87   | 16. Mai 1987                                    | Wembley-Stadion, London                          | Coventry City                                   | 3:2 n. V.                                       | Tottenham Hotspur                               | 98.000                                          |
| 1987/88   | 14. Mai 1988                                    | Wembley-Stadion, London                          | FC Wimbledon                                    | 1:0                                             | FC Liverpool                                    | 98.203                                          |
| 1988/89   | 20. Mai 1989                                    | Wembley-Stadion, London                          | FC Liverpool                                    | 3:2 n. V.                                       | FC Everton                                      | 82.800                                          |
| 1989/90   | 12. Mai und 17. Mai 1990                        | Wembley-Stadion, London                          | Manchester United                               | 3:3 n. V. 1:0 (WS)                              | Crystal Palace                                  | 80.000                                          |
| 1990/91   | 18. Mai 1991                                    | Wembley-Stadion, London                          | Tottenham Hotspur                               | 2:1 n. V.                                       | Nottingham Forest                               | 80.000                                          |
| 1991/92   | 09. Mai 1992                                    | Wembley-Stadion, London                          | FC Liverpool                                    | 2:0                                             | AFC Sunderland                                  | 79.544                                          |
| 1992/93   | 15. Mai und 20. Mai 1993                        | Wembley-Stadion, London                          | FC Arsenal                                      | 1:1 n. V. 2:1 n. V. (WS)                        | Sheffield Wednesday                             | 79.347 62.267                                   |
| 1993/94   | 14. Mai 1994                                    | Wembley-Stadion, London                          | Manchester United                               | 4:0                                             | FC Chelsea                                      | 79.634                                          |
| 1994/95   | 20. Mai 1995                                    | Wembley-Stadion, London                          | FC Everton                                      | 1:0                                             | Manchester United                               | 79.592                                          |
| 1995/96   | 11. Mai 1996                                    | Wembley-Stadion, London                          | Manchester United                               | 1:0                                             | FC Liverpool                                    | 79.007                                          |
| 1996/97   | 17. Mai 1997                                    | Wembley-Stadion, London                          | FC Chelsea                                      | 2:0                                             | FC Middlesbrough                                | 79.160                                          |
| 1997/98   | 16. Mai 1998                                    | Wembley-Stadion, London                          | FC Arsenal                                      | 2:0                                             | Newcastle United                                | 79.183                                          |
| 1998/99   | 22. Mai 1999                                    | Wembley-Stadion, London                          | Manchester United                               | 2:0                                             | Newcastle United                                | 79.101                                          |
| 1999/2000 | 20. Mai 2000                                    | Wembley-Stadion, London                          | FC Chelsea                                      | 1:0                                             | Aston Villa                                     | 78.217                                          |
| 2000/01   | 12. Mai 2001                                    | Millennium Stadium, Cardiff                      | FC Liverpool                                    | 2:1                                             | FC Arsenal                                      | 74.200                                          |
| 2001/02   | 04. Mai 2002                                    | Millennium Stadium, Cardiff                      | FC Arsenal                                      | 2:0                                             | FC Chelsea                                      | 73.963                                          |
| 2002/03   | 17. Mai 2003                                    | Millennium Stadium, Cardiff                      | FC Arsenal                                      | 1:0                                             | FC Southampton                                  | 73.726                                          |
| 2003/04   | 22. Mai 2004                                    | Millennium Stadium, Cardiff                      | Manchester United                               | 3:0                                             | FC Millwall                                     | 71.350                                          |
| 2004/05   | 21. Mai 2005                                    | Millennium Stadium, Cardiff                      | FC Arsenal                                      | 0:0 n. V., 5:4 i. E.                            | Manchester United                               | 71.876                                          |
| 2005/06   | 13. Mai 2006                                    | Millennium Stadium, Cardiff                      | FC Liverpool                                    | 3:3 n. V., 3:1 i. E.                            | West Ham United                                 | 71.140                                          |
| 2006/07   | 19. Mai 2007                                    | Wembley-Stadion, London                          | FC Chelsea                                      | 1:0 n. V.                                       | Manchester United                               | 89.826                                          |
| 2007/08   | 17. Mai 2008                                    | Wembley-Stadion, London                          | FC Portsmouth                                   | 1:0                                             | Cardiff City                                    | 89.826                                          |
| 2008/09   | 30. Mai 2009                                    | Wembley-Stadion, London                          | FC Chelsea                                      | 2:1                                             | FC Everton                                      | 89.391                                          |
| 2009/10   | 15. Mai 2010                                    | Wembley-Stadion, London                          | FC Chelsea                                      | 1:0                                             | FC Portsmouth                                   | 88.335                                          |
| 2010/11   | 14. Mai 2011                                    | Wembley-Stadion, London                          | Manchester City                                 | 1:0                                             | Stoke City                                      | 88.643                                          |
| 2011/12   | 05. Mai 2012                                    | Wembley-Stadion, London                          | FC Chelsea                                      | 2:1                                             | FC Liverpool                                    | 89.102                                          |
| 2012/13   | 11. Mai 2013                                    | Wembley-Stadion, London                          | Wigan Athletic                                  | 1:0                                             | Manchester City                                 | 86.254                                          |
| 2013/14   | 17. Mai 2014                                    | Wembley-Stadion, London                          | FC Arsenal                                      | 3:2 n. V.                                       | Hull City                                       | 89.345                                          |
| 2014/15   | 30. Mai 2015                                    | Wembley-Stadion, London                          | FC Arsenal                                      | 4:0                                             | Aston Villa                                     | 89.283                                          |
| 2015/16   | 21. Mai 2016                                    | Wembley-Stadion, London                          | Manchester United                               | 2:1 n. V.                                       | Crystal Palace                                  | 88.619                                          |
| 2016/17   | 27. Mai 2017                                    | Wembley-Stadion, London                          | FC Arsenal                                      | 2:1                                             | FC Chelsea                                      | 89.472                                          |
| 2017/18   | 19. Mai 2018                                    | Wembley-Stadion, London                          | FC Chelsea                                      | 1:0                                             | Manchester United                               | 87.647                                          |
| 2018/19   | 18. Mai 2019                                    | Wembley-Stadion, London                          | Manchester City                                 | 6:0                                             | FC Watford                                      | 85.854                                          |
| 2019/20   | 1. August 2020                                  | Wembley-Stadion, London                          | FC Arsenal                                      | 2:1                                             | FC Chelsea                                      | 0                                               |
| 2020/21   | 15. Mai 2021                                    | Wembley-Stadion, London                          | Leicester City                                  | 1:0                                             | FC Chelsea                                      | 20.000                                          |
| 2021/22   | 14. Mai 2022                                    | Wembley-Stadion, London                          | FC Liverpool                                    | 0:0 n. V., 6:5 i. E.                            | FC Chelsea                                      | 84.897                                          |
| 2022/23   | 3. Juni 2023                                    | Wembley-Stadion, London                          | Manchester City                                 | 2:1                                             | Manchester United                               | 83.179                                          |
| 2023/24   | 25. Mai 2024                                    | Wembley-Stadion, London                          | Manchester United                               | 2:1                                             | Manchester City                                 | 84.814                                          |
| 2024/25   | 17. Mai 2025                                    | Wembley-Stadion, London                          | Crystal Palace                                  | 1:0                                             | Manchester City                                 | 84.163                                          |

### Rangliste der Sieger und Finalisten
Der FC Arsenal hat den Pokal mit 14 Siegen am häufigsten gewonnen. Zwei Mannschaften gewannen den Pokal in drei aufeinanderfolgenden Jahren: Wanderers FC (1876–1878) und Blackburn Rovers (1884–1886). Die Finalteilnahmen ohne Sieg sind in der Spalte FT ersichtlich. 
| Rang   | Klub                          | Siege | Jahr(e)                                                                            | FT  |
| ------ | ----------------------------- | ----- | ---------------------------------------------------------------------------------- | --- |
| 1      | FC Arsenal                    | 14    | 1930, 1936, 1950, 1971, 1979, 1993, 1998, 2002, 2003, 2005, 2014, 2015, 2017, 2020 | 07  |
| 2      | Manchester United             | 13    | 1909, 1948, 1963, 1977, 1983, 1985, 1990, 1994, 1996, 1999, 2004, 2016, 2024       | 09  |
| 3      | FC Chelsea                    | 8     | 1970, 1997, 2000, 2007, 2009, 2010, 2012, 2018                                     | 08  |
|        | FC Liverpool                  | 8     | 1965, 1974, 1986, 1989, 1992, 2001, 2006, 2022                                     | 07  |
|        | Tottenham Hotspur             | 8     | 1901, 1921, 1961, 1962, 1967, 1981, 1982, 1991                                     | 01  |
| 6      | Aston Villa                   | 7     | 1887, 1895, 1897, 1905, 1913, 1920, 1957                                           | 04  |
|        | Manchester City               | 7     | 1904, 1934, 1956, 1969, 2011, 2019, 2023                                           | 06  |
| 8      | Newcastle United              | 6     | 1910, 1924, 1932, 1951, 1952, 1955                                                 | 07  |
|        | Blackburn Rovers              | 6     | 1884, 1885, 1886, 1890, 1891, 1928                                                 | 02  |
| 10     | FC Everton                    | 5     | 1906, 1933, 1966, 1984, 1995                                                       | 08  |
|        | West Bromwich Albion          | 5     | 1888, 1892, 1931, 1954, 1968                                                       | 05  |
|        | Wanderers FC (1859–1887)      | 5     | 1872, 1873, 1876, 1877, 1878                                                       | 0   |
| 13     | Wolverhampton Wanderers       | 4     | 1893, 1908, 1949, 1960                                                             | 04  |
|        | Bolton Wanderers              | 4     | 1923, 1926, 1929, 1958                                                             | 03  |
|        | Sheffield United              | 4     | 1899, 1902, 1915, 1925                                                             | 02  |
| 16     | Sheffield Wednesday           | 3     | 1896, 1907, 1935                                                                   | 03  |
|        | West Ham United               | 3     | 1964, 1975, 1980                                                                   | 02  |
| 18     | Preston North End             | 2     | 1889, 1938                                                                         | 05  |
|        | Old Etonians                  | 2     | 1879, 1882                                                                         | 04  |
|        | FC Portsmouth                 | 2     | 1939, 2008                                                                         | 03  |
|        | AFC Sunderland                | 2     | 1937, 1973                                                                         | 02  |
|        | Nottingham Forest             | 2     | 1898, 1959                                                                         | 01  |
|        | FC Bury                       | 2     | 1900, 1903                                                                         | 0   |
| 24     | Leicester City                | 1     | 2021                                                                               | 04  |
|        | Huddersfield Town             | 1     | 1922                                                                               | 04  |
| 26     |                               |       |                                                                                    |     |
|        | FC Southampton                | 1     | 1976                                                                               | 03  |
|        | Leeds United                  | 1     | 1972                                                                               | 03  |
|        | Derby County                  | 1     | 1946                                                                               | 03  |
|        | Royal Engineers AFC           | 1     | 1875                                                                               | 03  |
|        | Oxford University AFC         | 1     | 1874                                                                               | 03  |
| 32     | Crystal Palace                | 1     | 2025                                                                               | 02  |
|        | FC Blackpool                  | 1     | 1953                                                                               | 02  |
|        | Cardiff City                  | 1     | 1927                                                                               | 02  |
|        | FC Burnley                    | 1     | 1914                                                                               | 02  |
| 35     | Charlton Athletic             | 1     | 1947                                                                               | 01  |
|        | FC Barnsley                   | 1     | 1912                                                                               | 01  |
|        | Notts County                  | 1     | 1894                                                                               | 01  |
|        | Clapham Rovers (1869–1914)    | 1     | 1880                                                                               | 01  |
| 39     | Wigan Athletic                | 1     | 2013                                                                               | 0   |
|        | FC Wimbledon (1889–2004)      | 1     | 1988                                                                               | 0   |
|        | Coventry City                 | 1     | 1987                                                                               | 0   |
|        | Ipswich Town                  | 1     | 1978                                                                               | 0   |
|        | Bradford City                 | 1     | 1911                                                                               | 0   |
|        | Blackburn Olympic (1878–1889) | 1     | 1883                                                                               | 0   |
|        | Old Carthusians               | 1     | 1881                                                                               | 0   |
| 46     | Birmingham City               |       |                                                                                    | 02  |
|        | FC Watford                    |       |                                                                                    | 02  |
|        | FC Queen’s Park               |       |                                                                                    | 02  |
| 49     | Stoke City                    |       |                                                                                    | 01  |
|        | FC Millwall                   |       |                                                                                    | 01  |
|        | FC Middlesbrough              |       |                                                                                    | 01  |
|        | Brighton & Hove Albion        |       |                                                                                    | 01  |
|        | Queens Park Rangers           |       |                                                                                    | 01  |
|        | FC Fulham                     |       |                                                                                    | 01  |
|        | Luton Town                    |       |                                                                                    | 01  |
|        | Bristol City                  |       |                                                                                    | 01  |
|        | Hull City                     |       |                                                                                    | 01  |
| Gesamt |                               | 143   |                                                                                    | 143 |

Acht Vereine haben den Pokal als Teil des Doubles aus Pokalsieg und Meisterschaft gewonnen: Preston North End (1889), Aston Villa (1897), Tottenham Hotspur (1961), FC Arsenal (1971, 1998, 2002), FC Liverpool (1986), Manchester United (1994, 1996, 1999), FC Chelsea (2010) und Manchester City (2019). Arsenal und Manchester teilen sich den Rekord von drei Double-Gewinnen. 2019 war Manchester City das erste englische Team, das das Heim-Treble gewann, als sie auch die Meisterschaft und den Football League Cup errungen haben.
Ein Double der anderen Art feierten 2007 der FC Chelsea sowie 2022 der FC Liverpool, als sie neben dem FA Cup auch den League Cup gewannen.
1999 erreichte Manchester United zusätzlich zum Double mit dem Sieg der Champions League als erster englischer Verein das Triple. Im Jahr 2023 gelang dies auch Manchester City.
2001 gewann Liverpool zwar nicht die Meisterschaft, errang jedoch neben dem FA Cup auch den League Cup und UEFA-Pokal. Dieser weniger prestigereiche Dreifach-Erfolg wird von gegnerischen Fans spöttisch als Tin Pot Treble bezeichnet.